# Alan Wykes
Douglas Alan Wykes (* 21. Mai 1914 in Carshalton, Großbritannien; 11. Juni 1993 in Reading, Berkshire) war ein britischer Sachbuchautor.

## Leben und Tätigkeit
Wykes begann seine Laufbahn 1947 als Fiction Editor (Redakteur für die Bearbeitung belletristischer Beiträge) beim Strand Magazine in London, für das er bis 1949 tätig war. Von 1953 bis 1961 war er bei der Hulton Press als Fiction Executive beschäftigt.
Von den 1940er bis in die 1980er Jahre veröffentliche Wykes eine gewaltige Zahl von Büchern zu einem breiten Spektrum unterschiedlicher Themen. Das Writer's Directory verzeichnet mehr als 35 von ihm verfasste Bücher, wobei es seine Arbeiten den inhaltlich sehr unterschiedlichen Genres wie Romanschriftstellerei, Geschichte, Literaturkritik, Erholung/Freizeitzerstreuungen (Recreation) und Soziologie zuordnet.
In den 1960er Jahren wandte Wykes sich verstärkt dem Veröffentlichen von (ihrem Wesen nach mehr publizistischen als wissenschaftlichen) Arbeiten zu historischen Themen, wie der Belagerung von Leningrad während der Jahre 1941–1944 (1968), der Geschichte des Königlichen Hampshire-Regiments (1968), der Geschichte der Stadt Reading (1970) oder Parteitagen der NSDAP in Nürnberg (1970) zu.
Nachdem er 1968 mit einer Beschreibung des Lebens des Renaissance-Arztes und Mathematikers Gerolamo Cardano erstmals eine Biographie vorgelegt hatte, legte er den Schwerpunkt seines schriftstellerischen Schaffens Anfang der 1970er auf die Anfertigung von Biographien über historische Persönlichkeiten: Auf einem Werk über das Leben der Lucrezia Borgia folgten innerhalb von drei Jahren vier Biographien über führende Figuren der NS-Diktatur (Hitler, Goebbels, Himmler, Heydrich), die er später um eine prosopographische Arbeit über Hitlers Leibwächter und schließlich eine Lebensbeschreibung des Generals und US-Präsidenten Dwight Eisenhower ergänzte.
Als sein Wohnsitz in späteren Jahren ist die Stadt Reading verzeichnet.

## Schriften
- Pursuit Till Morning, 1947.
- Music Sleeping, 1948.
- The Pen Friend, 1950.
- Happyland, 1952.
- A Concise Survey of American Literature, 1955
- Hunter's Tracks, 1957.
- A Sex By Themselves, 1958.
- Mariner's Tale, 1959.
- Snake Man, 1960.
- Nimrod Smith. A Profile of T. Murray Smith, M. C., Professional Big Game Hunter, 1961.
- Party Games, 1963.
- Gambling 1964. (deutsche Ausgabe Glücksspiele, München 1967)
- The Poctor and His Enemy, 1964.
- Handbook of Amateuer Dramatics, 1965 (zusammen mit D.A. Rayner)
- Thr Brabazon Story, 1965.
- The Great Yacht Race, 1966.
- An Eye on the Thames, 1966.
- Air Atlantic, 1967.
- Siege of Leningrad, 1968.
- The Royal Hampshire Regiment, 1968.
- Doctor Cardano, 1969.
- The Nuremberg Rallies, 1970.
- Reading. Biography of a Town, 1970.
- Lucrezia Borgia, 1970
- Hitler, London 1970.
- Gobbels, 1971. (deutsche Ausgabe Joseph Goebbels, Rastatt 1986)
- Himmler, 1972. (deutsche Ausgabe als Reichsführer SS-Himmler, München 1981)
- Heydrich, 1972. (deutsche Ausgabe als Reinhard Heydrich, Rastatt 1982)
- 1942. The Turning Point, 1972.
- Abroad, 1973.
- Hitler's Bodyguards, 1974.
- Not so savage, 1975.
- Saucy seaside postcards 1976.
- Circus, 1977.
- H.G. Wells in the Cinema, 1978.
- Ale and Hearty, 1979.
- Eisenhower 1983.